# Rue Mazenod
La rue Mazenod est une rue du quartier de la La Part-Dieu située dans le 3e arrondissement de Lyon, en France.

## Situation et accès
La rue commence quai Victor-Augagneur pour se terminer rue Garibaldi.  

## Origine du nom
Elle porte le nom de Catherine Mazenod, Madame de Servient qui légua le domaine de la Part-Dieu aux Hospices Civils de Lyon.

## Histoire
La rue reçoit le nom de Mazenod lors de sa création en 1839. Elle est dessinée par Laurent Dignoscyo, inspecteur des propriétés rurales des Hospices civils de Lyon, qui reprend et développe le plan Morand. 
Un fragment de la rue est devenue la rue du Docteur-Bouchut en 1974.